# Каршияка Арена
«Каршияка Арена» (тур. Karşıyaka Arena) — многоцелевая крытая арена в Измире, Турция. Была открыта в 2005 году. Принадлежит и управляется спортивным клубом «Каршияка». Арена вместимостью 6500 мест используется в основном для проведения баскетбольных и волейбольных матчей, а также концертов и различных мероприятий.
На арене также есть VIP-зал на 90 мест, дополнительный тренировочный зал на 500 человек, зал для силовых тренировок, тренажерный зал и аэробика, конференц-зал на 100 человек, медиа-зал для прессы, медицинский кабинет. Наличествуют раздевалки, 20 общежитий для спортсменов, столовые, административные помещения, спорт-бар и 800 парковочных мест.

## История
«Каршияка Арена» была построена к летней Универсиаде 2005, где она принимала её баскетбольный и волейбольный турниры. Арена использовалась для проведения «Финала четырех» Кубка вызова ФИБА (EuroChallenge) 2012/2013, где в матче за 1-е место хозяева проиграли в финале российским «Красным крыльям» (Самара).